# 亚的斯标准
亚的斯标准（Addis Standard）是由雅肯出版公司出版和发行的埃塞俄比亚社会、经济和政治新闻月刊，由Tsedale Lemma于2011年2月创立。该杂志具有独立的政治立场。 自2021年1月起，Tsedale Lemma继续担任该杂志的主编，该杂志的总部位于亚的斯亚贝巴。

## 分配
除了其祖国埃塞俄比亚外，亚的斯标准  还分布在加纳、布隆迪和南苏丹。